# Гуаяс (провинция)
Гуаяс (на испански: Guayas) е една от 24-те провинции на южноамериканската държава Еквадор. Разположена е в западната част на страната на Тихия океан. Общата площ на провинцията е 16 803 км², а населението е 4 327 800 жители (по изчисления за 2019 г.), което я прави най-населената провинция на Еквадор. Провинцията е разделена на 28 кантона, някои от тях са:
1. Балао
2. Колимес
3. Ла Либертад
4. Милагро
5. Нобол